# Gynacantha usambarica
Gynacantha usambarica (лат.) — вид стрекоз из семейства коромысел (Aeshnidae).

## Описание
Длина тела от 64 до 65 мм. Лицо оливково-зеленое. Лоб темно-оливковый или коричневатый, с нечетким темно-коричневым грибовидным пятном. Глаза сверху ярко-зеленые, снизу —  оливковые, по заднему краю — желтые. Синторакс сверху темно-оливково-зеленого цвета, снизу — светло-зеленая. Крылья дымчатые, у старых особей становятся очень темными. Птеростигма от красноватого до желтовато-коричневого цвета, длиной 4 мм. Брюшко темно-коричневое с тонкими светлыми кольцами. У  самцов этого вида пятна на брюшке синие, у самок — зелёные. Третий сегмент в первой половине суженный. По бокам и посередине первого и второго сегментов имеются тусклые синие отметины. На втором сегменте ушки крупные тускло-синие с черными кончиками и пятью зубцами. 

## Экология
Обитают в густых прибрежных лесах, особенно заболоченных лесах. Период лёта с ноября по апрель. В основном летает в сумерках на лесных полянах и над пологом деревьев. Днём отдыхает в кустарниках или папоротниках. В солнечный день летает низко над водой после прохладного, влажного периода. Вид внесён в Красный список угрожаемых видов МСОП со статусом LC (Виды, вызывающие наименьшие опасения)

## Распространение
Встречается на востоке Африки от ЮАР до Кении